# Miếng ăn là miếng nhục
Miếng ăn là miếng nhục là một câu thành ngữ Việt Nam, có ý nghĩa chấp nhận hy sinh phẩm giá con người để sinh tồn. Thành ngữ này có liên hệ với hành vi ứng xử bún mắng, cháo chửi, khi mà thực khách chấp nhận bị chửi (bị nhục) để có miếng ăn.
Thành ngữ này cũng được nhắc đến trong một số bài phân tích và phê bình về các tác phẩm văn học Việt Nam cũng cách viết của các tác giả, điển hình như Nam Cao.
Đôi khi miếng ăn là miếng nhục cũng được sử dụng cho ý nghĩa đối lập: không chấp nhận hi sinh phẩm giá để sinh tồn.

## Thành ngữ liên quan
- Chết vinh còn hơn sống nhục là một thành ngữ mang ý nghĩa đối lập.
- Có thực mới vực được đạo là một thành ngữ cũng đề cao giá trị của sự sinh tồn. (Ngoài ra cũng có Nhất sĩ nhì nông, Hết gạo chạy rông, Nhất nông nhì sĩ).

### Ca dao
| “ | Miếng ăn là miếng tồi tàn Mất đi một miếng lộn gan lên đầu | ” |

hay ngắn gọn là miếng ăn là miếng tồi tàn có ý nghĩa gần như tương đương, nhưng sắc thái của tồi tàn và nhục có khác nhau đôi chút.